# Андреевская (Вожегодский район)
Андреевская — деревня в Вожегодском районе Вологодской области.
Входит в состав Бекетовского сельского поселения (с 1 января 2006 года по 9 апреля 2009 года входила в Пунемское сельское поселение), с точки зрения административно-территориального деления — в Пунемский сельсовет.
Расстояние до районного центра Вожеги по автодороге — 79,5 км, до центра муниципального образования Бекетовской по прямой — 19 км. Ближайшие населённые пункты — Ягрыш, Никульская, Кропуфинская, Покровская, Воскресенское, Курицино.
По переписи 2002 года население — 28 человек (11 мужчин, 17 женщин). Преобладающая национальность — русские (96 %).